# یوتاکا تانی‌یاما
یوتاکا تانی‌یاما (انگلیسی: Yutaka Taniyama؛ زاده ۱۲ نوامبر ۱۹۲۷ درگذشته ۱۷ نوامبر ۱۹۵۸) یک ریاضی‌دان اهل ژاپن بود. 